# Josef Pražák
Josef Pražák (2. června 1836 Choroušky – 7. ledna 1886 Choroušky) byl rakouský a český politik, v 70. a 80. letech 19. století poslanec Českého zemského sněmu, jeden z prvních zvolených zákonodárců za mladočeskou stranu.

## Biografie
Profesně působil původně jako sedlák na Mělnicku. Po dobu dvaceti let byl členem okresního zastupitelstva v Mělníku a dva roky i okresním starostou. Do této funkce byl zvolen roku 1884. Jako starosta okresního mělnického zastupitelstva se uvádí i v roce 1886, kdy zemřel. Inicioval zřízení vinařské školy, reálného gymnázia a železného mostu přes Labe v Mělníku. Jeho zásluhou je také založení okresní hospodářské záložny, kterou zpočátku sám vedl.
Sám byl odborníkem na hydrozoologii (studoval listonoha letního), geologii, paleontologii (byly po něm pojmenovány tři zkaměněliny) a botaniku (sestavil herbář z místních rostlin). Byl spolupracovníkem přírodovědce dr. Antonína Friče. Přispíval do časopisů Živa a Vesmír. Psal rovněž verše a překládal z němčiny.
V 70. letech 19. století se zapojil i do zemské politiky. V zemských volbách v roce 1870 byl zvolen na Český zemský sněm za kurii venkovských obcí (obvod Mělník – Roudnice). Mandát obhájil za týž obvod i ve volbách roku 1872. V rámci tehdejší politiky české pasivní rezistence ale křeslo nepřevzal, byl pro absenci zbaven mandátu a následně opět zvolen v doplňovacích volbách roku 1873. Opět bojkotoval sněm a přišel o mandát. V doplňovacích volbách roku 1874 byl na sněm zvolen znovu. Nyní reprezentoval nově vzniklou mladočeskou stranu (Národní strana svobodomyslná), která odmítala pokračující bojkot zemského sněmu, a sedm jejích zvolených zákonodárců (včetně Pražáka) se proto 15. září 1874 aktivně ujalo výkonu svých mandátů. Za mladočechy uspěl ve svém obvodu i ve volbách roku 1878 a volbách roku 1883. Na sněmu prosadil krácení pozemkové daně, zrušení školného a novelu zákona o honitbě.
Jeho synovcem byl Josef Václav Pražák (* 24. 3. 1908 Choroušky, † 5. 8. 2002 Praha), diplomat, ekonom, kulturní a vlastivědný pracovník Mladoboleslavska a Mělnicka, básník a odborný publicista, manžel Libuše Pražákové rozené Krouské, z rodu Jana Krouského z Katusic.